# Таха, Хусейн Ибрахим
Хусейн Ибрахим Таха (фр. Hissein Brahim Taha; род. 1 ноября 1951, Абеше, Чад) — чадский дипломат, бывший глава министерства иностранных дел республики. С 29 ноября 2020 года занимает должность генерального секретаря Организации исламского сотрудничества (ОИС). Является 12-м генеральным секретарем Организации с момента учреждения этого поста.

## Биография
Хусейн Ибрахим Таха родился в 1951 году в Абеше на востоке Чада. В 1978 году он окончил Национальный институт восточных языков и культур в Париже. После этого он работал в министерстве иностранных дел Чада. С 1991 по 2001 занимал позицию главного советника посольства Республики Чад в Саудовской Аравии. Впоследствии он был послом Чада во Франции, а в 2017 году его назначили главой министерства иностранных дел республики. В 2019 году Таха был назначен заместителем генерального секретаря аппарата президента Республики Чад. 28 ноября 2020 года был избран будущим генеральным секретарём Организации исламского сотрудничества (ОИС) и через год сменил в должности Юсуфа бин Ахмада аль-Усаймина.